# Халк (команда)
«Халк» — українська команда зі спортивного пейнтболу, заснована в Києві 2010 року. Засновник і капітан команди — Ярослав Янушевич, Майстер спорту України міжнародного класу з пейнтболу.

## Нагороди
- срібний призер Кубка світу (Д4-2010, 10men-2013);
- бронзовий призер Кубка світу (Д3-2012);
- переможець Європейської напівпрофесійної Ліги «Millennium Series» (2014);
- переможець Європейської Серії «Grand tour» серед майстрів (2011);
- чотириразовий Чемпіон України (2010, 2011, 2012, 2014);
- чотириразовий володар Кубка України (2010, 2011, 2013, 2014).

## Благодійність
Як переможець Європейської напівпрофесійної Ліги «Millennium Series» в 2014 році команда отримала путівку на участь в найвищій професійній Європейській Лізі Чемпіонів у 2015 році. В зв'язку з подіями на сході України, команда «Халк» відмовилась від участі в Лізі Чемпіонів, а кошти, передбачені на участь у змаганнях направила на допомогу в зону проведення Антитерористичної операції.

## Походження назви
Халк (спотворена назва від укр. Галк; англ. Hulk) — вигаданий супергерой, персонаж Marvel Comics, створений Стеном Лі та Джеком Кірбі. Більшість уважає Галка чудовиськом, однак він не раз рятував людей від жорстоких прибульців, які мріють захопити Землю.